# S100A14
S100A14 (англ. S100 calcium binding protein A14) – білок, який кодується однойменним геном, розташованим у людей на короткому плечі 1-ї хромосоми.  Довжина поліпептидного ланцюга білка становить 104 амінокислот, а молекулярна маса — 11 662.
| 10         |  | 20         |  | 30         |  | 40         |  | 50         |
| ---------- |  | ---------- |  | ---------- |  | ---------- |  | ---------- |
| MGQCRSANAE |  | DAQEFSDVER |  | AIETLIKNFH |  | QYSVEGGKET |  | LTPSELRDLV |
| TQQLPHLMPS |  | NCGLEEKIAN |  | LGSCNDSKLE |  | FRSFWELIGE |  | AAKSVKLERP |
| VRGH       |  |            |  |            |  |            |  |            |

A: Аланін

C: Цистеїн

D: Аспарагінова кислота

E: Глутамінова кислота

F: Фенілаланін

G: Гліцин

H: Гістидин

I: Ізолейцин

K: Лізин

L: Лейцин

M: Метіонін

N: Аспарагін

P: Пролін

Q: Глутамін

R: Аргінін

S: Серин

T: Треонін

V: Валін

W: Триптофан

Задіяний у такому біологічному процесі як апоптоз. 
Локалізований у цитоплазмі.